# Hněvčeves
Hněvčeves település Csehországban, a Hradec Králové-i járásban. Hněvčeves Benátky, Sovětice, Cerekvice nad Bystřicí és Jeřice településekkel határos. Lakosainak száma 175 fő (2024. január 1.).

## Népesség
A település lakosságának változását az alábbi diagram mutatja:
| Lakosok száma | 395  | 425  | 314  | 211  | 175  | 171  | 167  | 163  | 167  | 175  |
|               | 1869 | 1890 | 1921 | 1950 | 1980 | 2001 | 2017 | 2019 | 2022 | 2024 |